# الیزابت برت براونینگ
الیزابت بَرِت براونینگ (به انگلیسی: Elizabeth Barrett Browning) (زاده ۶ مارس ۱۸۰۶ – درگذشته ۲۹ ژوئن ۱۸۶۱) از برجسته‌ترین شاعران عصر ویکتوریا بود. در زمان حیاتش اشعارش هم در انگستان و هم در آمریکا بسیار محبوب بود. مجموعه‌ای از آخرین شعرهایش مدت کوتاهی بعد از مرگ وی توسط همسرش، رابرت براونینگ به چاپ رسید.